# Урусов, Семён Андреевич
Князь Семён Андреевич Урусов (около 1610—1657) — русский военный и государственный деятель, родоначальник всех последующих князей Урусовых. Сын дворянина московского и воеводы нижегородского, князя Андрея Сатыевича (до принятия крещения Касым-мурзы) (ок. 1590—1647) и княжны Марии Васильевны Тюменской, происходящей из рода сибирского хана Кучума.

## Биография
В 1638—1642 годах стольник, в 1641—1645 кравчий, затем дворянин Московского разряда, воевода новгородский в 1645—1647. После начала русско-польской войны 1654—1667 сотенный голова у дворян московских в Государевом походе на Смоленск.
Успешно руководил войсками в Литве. В марте 1655 года пожалован в бояре, а в августе назначен главным воеводой Новгородского полка. В битве под Брестом в ноябре 1655 года потерпел поражение и, сжигая переправы через Буг, вынужден был отступить к Высоко-Литовску. Однако затем вместе с Юрием Никитичем Барятинским одержал победу над преследовавшими обоз численно превосходящими силами литовского великого гетмана Яна Павла Сапеги. Отряд Урусова смог вырваться из окружения и с трофеями ушел из Литвы.
За злоупотребления, открывшиеся после челобитья на него всех дворян полка, в феврале-марте 1656 года находился под следствием, осужден к ссылке в Сибирь, но затем прощён и принял участие в Рижском Государевом походе 1656 года. Умер на службе под Ригой.

## Семья
По сведениям А. Н. Нарбута, был женат на двоюродной сестре царя Михаила Фёдоровича. По предположению Д. Ф. Кобеко, это княжна Федосья Борисовна, дочь князя Бориса Михайловича Лыкова (ум. 1646) от брака с Анастасией Никитичной Романовой (ум. 1655), сестрой патриарха Филарета. Фёдосия Борисовна состояла в числе приезжих боярынь царицы Марии Ильиничны.
Имел четырёх сыновей (троюродных братьев царя Алексея Михайловича), трое из которых служили воеводами.
- Никита Семёнович.
- Юрий Семёнович.
- Пётр Семёнович (1636—1686) — боярин, с 1651 году женат на Евдокии Прокофьевне Соковниной (ок. 1635—1675), вторично (после развода) с 1673 года на Стефаниде Даниловне Строгановой (1656/1658 — до 1703).
- Фёдор Семёнович (ум. 1694) — боярин, женат на Фёкле Семёновне Грушецкой, сестре царицы Агафьи Семёновны.